# Wilma Ellersiek
Wilma Ellersiek (* 15. Juni 1921 in Lübeck-Travemünde; † 27. Oktober 2007 in Öschelbronn (Niefern-Öschelbronn)) war eine deutsche Musik- und Rhythmik-Pädagogin, die ab 1965 – unter anderem auf Grundlage anthroposophischer Menschenerkenntnis – rhythmisch-musikalisch gestaltete Sprech-, Sing- und Bewegungsspiele für Kinder von null bis etwa neun Jahre entwickelt hat.

## Leben und Wirken
Wilma Käthe Amalie Ellersiek erlebte als Einzelkind eine glückliche Kindheit direkt an der Küste der Ostsee. Der Rhythmus des Meeres, das Mitvollziehen der Jahreszeiten, Wind und Wetter, Mond und Sterne, Pflanzen und Tiere prägten ihre ersten Kindheitsjahre. Das Phänomen des Rhythmus, am Meer zum Beispiel in den Gezeiten besonders eindrücklich wahrnehmbar, begleitete sie ihr Leben lang. Im Elternhaus bekam sie vielfältige Anregungen im musikalisch-künstlerischen sowie im sprachlich-literarischen Bereich.
1927 zog die Familie Ellersiek von der Küste ins Landesinnere. Wilma Ellersiek schloss 1941 die Schule mit dem Abitur ab.
Im selben Jahr begann sie, in Leipzig die Fächer Schulmusik, Germanistik und Kunstgeschichte zu studieren. Nach zwei Jahren Studium wechselte sie das Studienfach, sie entschied sich für die Rhythmik und studierte bei Elfriede Feudel, die sie sehr verehrte. Krankheit und Kriegswirren verzögerten das Studium. 
Nach dem Krieg setzte Ellersiek ihr Studium an der Folkwangschule für Musik, Tanz und Sprechen in Essen fort (heute: Folkwang Universität der Künste), wiederum bei Elfriede Feudel. Als diese ihre Lehrtätigkeit nach Stuttgart an die Staatliche Hochschule für Musik und Darstellende Kunst (HMDK, damals noch „Staatliche Hochschule für Musik“) verlegte, folgte ihr Wilma Ellersiek im Jahr 1948. Hier ergänzte sie ihre Ausbildung mit dem Studiengang Sprecherziehung und schloss beide Fächer mit dem Staatsexamen ab. 
Wilma Ellersiek blieb nach ihrem Studienabschluss als Assistentin an der Stuttgarter HMDK in den Abteilungen „Rhythmik“, „Schauspiel“ und „Gesprochenes Wort“, für die ihr nach der Assistenzzeit eine Dozentenstelle übertragen wurde. Ellersiek und ihre beiden Kolleginnen des Stuttgarter Rhythmik-Seminars Liselotte Pistor (Seminar-Leitung) und Gertrud Bünner führten die Stuttgarter Rhythmik-Abteilung damals zu hohem Ansehen.
Neben ihrer Arbeit an der Hochschule führte Ellersiek Regie an Opern- und Schauspielhäusern, unter anderem in Stuttgart, Wien und London.
1962 begegnete Ellersiek in Mitteltal (Nordschwarzwald) erstmalig der Waldorf-Erzieherin Klara Hattermann. Eine enge Freundschaft entstand aus dieser Begegnung. Die gemeinsamen Interessen waren die Schriften Rudolf Steiners und das allgemeine Kindeswohl. Für beide Persönlichkeiten war in den frühen 1960er Jahren eine Nachricht, dass bereits Dreijährige mittels Computer beschult werden sollten, schockierend. Ellersieks Reaktion auf derlei Früh-Beschulung bestand wenige Jahre später in der Begründung einer Arbeitsgemeinschaft zum Thema „Präexistenz“; sie tat dies zusammen mit Herbert Hahn, einem Lehrer an der ersten Waldorfschule in Stuttgart, und Klara Hattermann. Parallel zu ihrer regulären Dozententätigkeit an der Musikhochschule widmete sich Ellersiek nun Kindergarten-Kindern. Ihr Interesse fokussierte sich vorrangig auf die Wirkung des Rhythmus auf die Kinder in Bewegung, Sprache und Musik. Weil dieses Thema Aufsehen erregte, erhielt sie dazu 1968 vom Land Baden-Württemberg einen Forschungsauftrag. Diesen hat sie jedoch nicht vollendet.
Eine schwere Erkrankung zwang sie, ihre Berufstätigkeit für längere Zeit zu unterbrechen. Als Ellersiek 1975 genesen an die Musikhochschule zurückkam, erwirkte sie einen gesonderten Studiengang innerhalb des Rhythmik-Seminars: „Rhythmik im Vorschul-Bereich“. Hier flossen ihre ersten Erfahrungen und Forschungen zur Wirkung des Rhythmus bei Kindern in Form selbst komponierter kleiner Gestenspiele ein. Die Erzieherin Klara Hattermann wandte Ellersieks Gestenspiele mit großem Erfolg im Kindergarten an. Es war auch Hattermann, die als Mentorin für junge Erziehende in Waldorfkindergärten Ellersieks Gestenspiele deutschlandweit zu verbreiten begann. Als besonders erfolgreich erwiesen sich diese neuartigen Spiele bei Kindern mit Sprachverzögerung oder Sprachbehinderung. 
Gegen Ende ihrer Berufstätigkeit erhielt Ellersiek den Professorenstatus. 1983 ging sie nach 25 Jahren intensiver Lehrtätigkeit an der Musikhochschule in den Ruhestand. Jetzt, ohne den Druck des Lehrauftrags, entstanden zahlreiche rhythmisch-musikalisch gestaltete Sprech-, Sing-, und Bewegungsspiele. Diese sind durchweg Kindern zwischen null und etwa neun Jahren gewidmet. Entwickelt hat Ellersiek Berührungsspiele, Faust- und Fingerspiele, Silbenspiele, Handgestenspiele und großmotorische Kreisspiele (Reigen).
Als sehr selbstkritischer Mensch überarbeitete Ellersiek ihre Spiele immer wieder. Deshalb wollte sie ihr Werk lange Zeit nicht veröffentlichen. Als 1998 der Stuttgarter Verlag Freies Geistesleben & Urachhaus auf Ellersiek zukam, entschloss sie sich schließlich doch zur Herausgabe von Büchern. Bis zum Jahr 2001, in dem Ellersiek einen schweren Schlaganfall erlitt, hatte sie ihr Werk so weit gebündelt, dass noch von ihr benannte Persönlichkeiten die Bücher herausgeben konnten. Am 27. Oktober 2007 starb Wilma Ellersiek in Öschelbronn bei Pforzheim.
Mit ihren Spielen wollte Ellersiek Kindern „Liebe schenken – Freude bringen“.
Wesentliche Teile ihres Werks sind heute in Buchform veröffentlicht. Es wird in viele Sprachen übersetzt und weltweit Pädagoginnen und Pädagogen vermittelt sowie an Kinder weitergegeben.
Seit 2012 gibt es in Stuttgart eine berufsbegleitende Ausbildung zur Rhythmikpädagogin/zum Rhythmikpädagogen nach Wilma Ellersiek.

## Werke

### Bücher
- Wiegen- und Ruhelieder in der Quintenstimmung, Freies Geistesleben, Stuttgart 2001, ISBN 3-7725-1981-4

- Berührungs- und Handgestenspiele, Freies Geistesleben, Stuttgart, erste Auflage 2001, dritte überarbeitete Auflage 2013, ISBN 978-3-7725-2662-6
- Handgestenspiele, Reigen und Lieder, Frühjahr/Sommer, Freies Geistesleben, Stuttgart, erste Auflage 2002, zweite durchgesehene Auflage 2015, ISBN 978-3-7725-2663-3
- Handgestenspiele, Reigen und Lieder, Herbst/Winter, Freies Geistesleben, Stuttgart, erste Auflage 2002, dritte überarbeitete Auflage 2016, ISBN 978-3-7725-2664-0
- Die tanzende, spielende Hand, Freies Geistesleben, Stuttgart, erste Auflage 2004, dritte verbesserte Auflage 2021, ISBN 978-3-7725-2665-7
- Wer schleicht heran mit leiser Tatz? Freies Geistesleben, Stuttgart, durchgesehene und erweiterte Neuauflage 2021, ISBN 978-3-7725-2666-4
- Hirten- und Königsspiele, Freies Geistesleben, Stuttgart, 2012, ISBN 978-3-7725-2667-1
- Zwerge, Elfen und andere kleine Wesen, Freies Geistesleben, Stuttgart, 2017, ISBN 978-3-7725-2668-8

- Handgestenspiele für die Krippe. Freies Geistesleben, Stuttgart, 2020, ISBN 978-3-7725-2929-0

### DVDs zu den Büchern
- DVD zu Handgestenspiele, Reigen und Lieder, Frühjahr/Sommer. Freies Geistesleben, Stuttgart, ISBN 978-3-7725-3163-7
- DVD zu Die tanzende, spielende Hand. Freies Geistesleben, Stuttgart, ISBN 978-3-7725-3165-1
- DVD zu Wer schleicht heran mit leiser Tatz? Freies Geistesleben, Stuttgart, ISBN 978-3-7725-3166-8